# Katharina Krecken
Katharina Krecken (* 2001) ist eine deutsche Handballspielerin.

## Hallenhandball
Katharina Krecken spielte bis 2019 beim TSV Ismaning, wo ihre Eltern als Trainer aktiv sind. Ende 2018 debütierte sie bei den Frauen in der Bayernliga. Seit ihrem Wechsel 2019 ist die mittlere Rückraumspielerin für die HSG Würm-Mitte in der Oberliga, seit 2020 in der 3. Liga Süd und zunächst auch noch in der A-Juniorinnen Handball-Bundesliga aktiv.

## Beachhandball

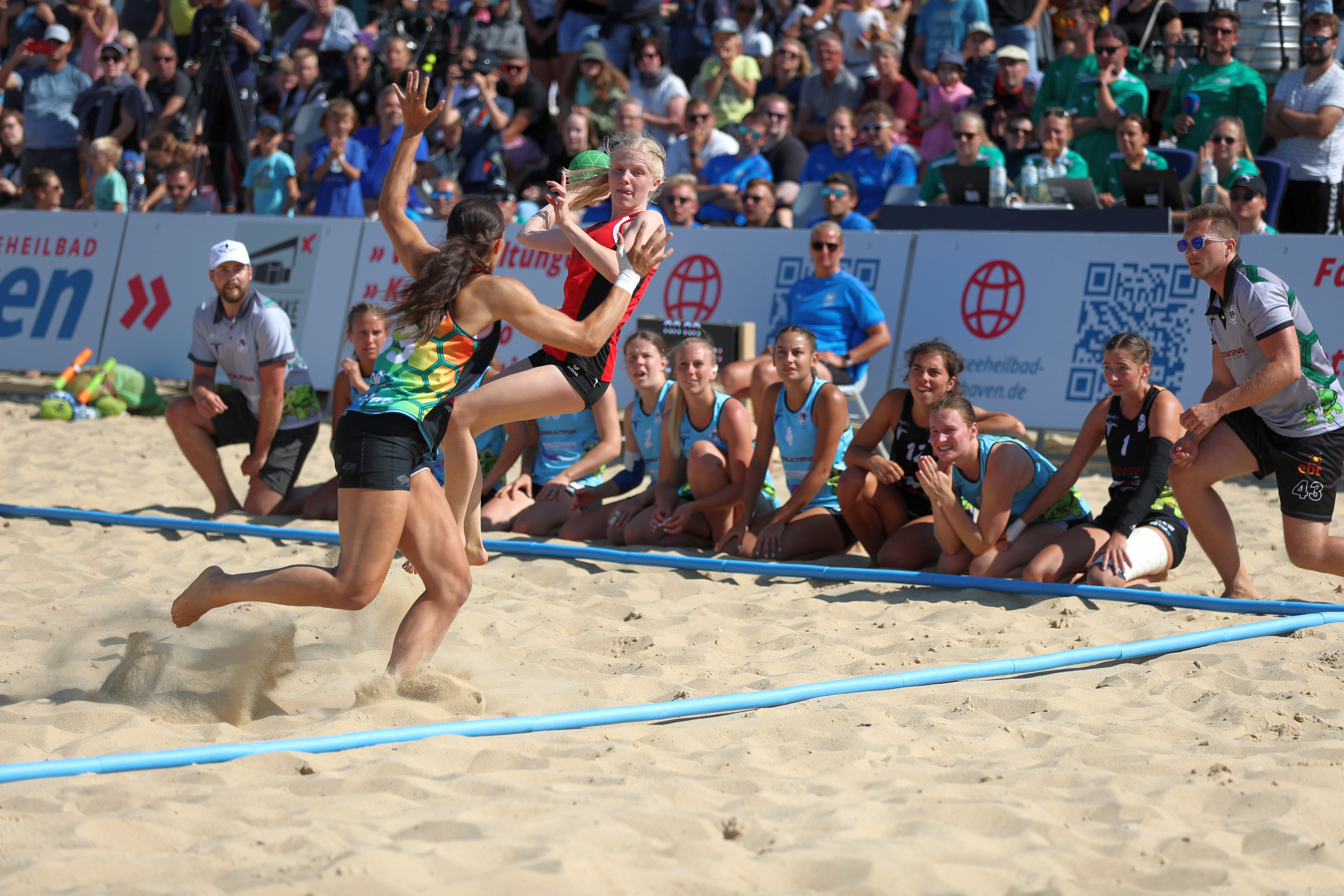
Krecken (rot) gegen Lucie-Marie Kretzschmar im Finale der Deutschen Meisterschaften 2022

Im Beachhandball spielt Krecken für die Beach Bazis Schleissheim, einem Verein, der von ihrer Familie mit gegründet wurde und in dem auch ihre Schwester Kristina Krecken aktiv ist. Bei den Deutschen Meisterschaften 2017 wurde sie mit ihrer Mannschaft Fünfte, 2018 überraschend Vizemeisterin, 2019 Sechste,
Deutschen Meisterschaften 2021 erreichte sie mit den Beach Bazis das Viertelfinale, 2022 konnte sie mit ihrer Mannschaft in Cuxhaven den Titel gewinnen.
Beim EHF Beach Handball Champions Cup 2018 erreichte Krecken mit den „Bazis“ den achten 2022 wurden sie Sechste.
Krecken wurde 2016 zu einem Lehrgang der Nachwuchs-Nationalmannschaft eingeladen, zu einer Berufung kam es bislang aber anders als bei ihrer Schwester noch nicht für eine der Nationalmannschaften.

## Erfolge
| EHF Beach Handball Champions Cup - 2018: 10. - 2022: 6. Deutsche Meisterschaften - 2017: 5. - 2018: 2. - 2019: 6. - 2021: 5. - 2022: 1. | Bayerische Meisterschaften - 2017: 3. - 2018: 2. - 2019: 1. - 2022: 2. |

## Belege und Anmerkungen
1. ↑  Lisa Frank gibt nicht auf. Abgerufen am 16. Januar 2023.
2. ↑  Katharina Krecken, das Ismaninger Kindl, kehrt zu seinem Heimatklub zurück. Abgerufen am 16. Januar 2023.
3. ↑  Beachhochburgen Schleißheim und Ismaning Seite. Abgerufen am 16. Januar 2023 (englisch).
4. ↑  handball-world: Mit Bild und Kaderliste: Die zehn Frauenmannschaften der Beach-DM in der Übersicht. Abgerufen am 16. Januar 2023.
5. ↑  Silber für Schleißheimer Sandstürmer. Abgerufen am 16. Januar 2023.
6. ↑  Jörg Gettwart: Damen holen 6. Platz bei der deutschen Meisterschaft in Berlin. In: Beach Bazis Schleissheim. 7. August 2019, abgerufen am 16. Januar 2023 (deutsch).
7. ↑  Thomas: Beach Bazis belegen Platz 10 beim EHF Champions Cup. In: Schleissheim Handball. 5. November 2018, abgerufen am 16. Januar 2023 (deutsch).
8. ↑  http://statistics.eurohandball.com/reports/?typ=cumulativeBeach&b=153556&t=667356
9. ↑  Ismaningerin nominiert für Beachhandball-Kader U16. Abgerufen am 16. Januar 2023.

| Personendaten    | Personendaten              |
| ---------------- | -------------------------- |
| NAME             | Krecken, Katharina         |
| KURZBESCHREIBUNG | deutsche Handballspielerin |
| GEBURTSDATUM     | 2001                       |